# Vodní příkop

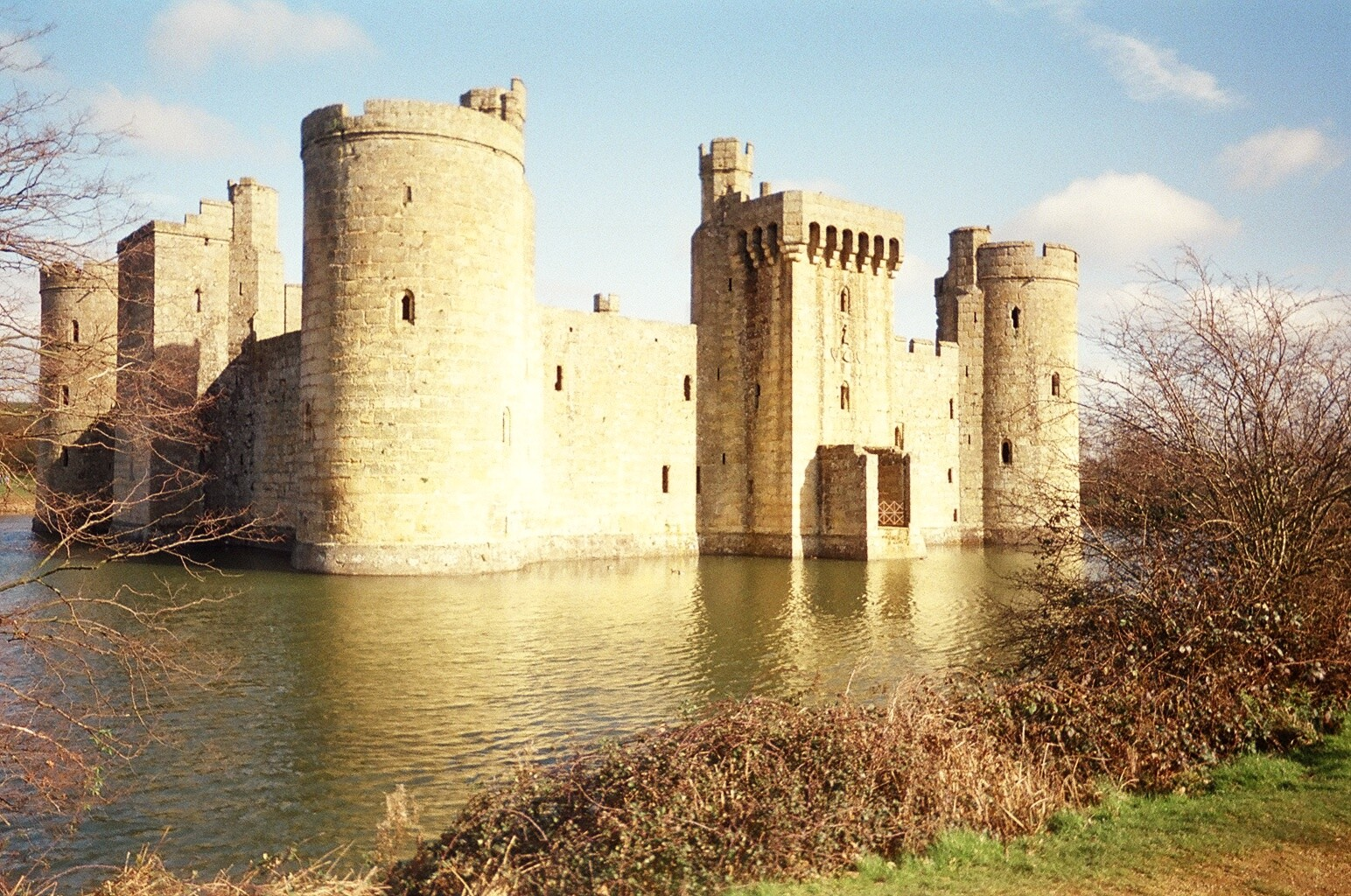
Bodiamský hrad s vodním příkopem

Vodní příkop je obranná stavba, která se používala převážně ve středověku a novověku k ochraně obranných tvrzí, či vodních hradů. 
Stavba je vlastně umělou (či využití přírodní) prohlubní, která je vyplněna vodou. Prohlubeň je několik metrů široká a hluboká, měla za úkol zamezit přístupu útočníků k hradu. Uměle vytvořený ostrov byl spojen s okolím většinou pomocí padacího mostu.
S vodními příkopy se dnes můžeme také setkat v jezdectví či v dostihovém sportu, kde tyto malé terénní stavby slouží coby překážky při závodech jezdců na koních v jezdectví nebo v dostihovém sportu.